# Bob John
Robert Frederick „Bob” John (ur. 3 lutego 1899 – zm. 17 lipca 1982) – walijski trener i piłkarz. Początkowo występował w walijskich Barry Town i Caerphilly, lecz w 1922 rok trafił do Arsenalu, gdzie spędził 9 lat i z którym w 1930 roku zdobył Puchar Anglii. W 1950 roku między marcem a listopadem trenował Torquay United. Zmarł 17 lipca 1982 w Barry w wieku 83 lat. W 2008 roku jego dzieci wypożyczyły do Muzeum Arsenalu jego koszulki ze wszystkich trzech finałów Pucharu Anglii, w których występował.

## Sukcesy

### Jako piłkarz
Arsenal
Puchar Anglii
Zwycięzca (1): 1929/1930
Finalista (2): 1926/1927, 1931/1932